# 気管支炎

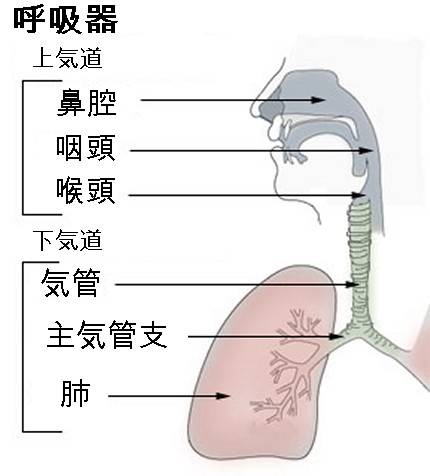

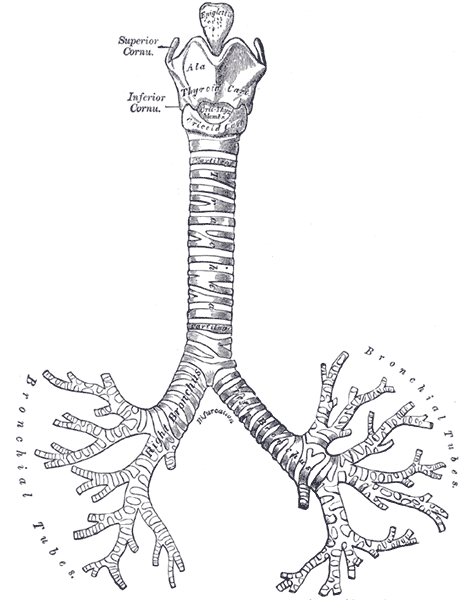
グレイ解剖学に示された下気道の肉眼解剖像。

気管支炎（きかんしえん、羅: 独: 英: 蘭: bronchitis）は、呼吸器疾患の一つで気管支の炎症を指す。急性と慢性に区分される。また、別の区分では慢性気管支炎は閉塞性肺疾患にも分類される（気道の狭窄症状、肺の過膨張、喘鳴、呼気延長、1秒率の低下、残気量の増加等）。自身の喫煙や周りの人間による受動喫煙の健康被害により、症状が悪化したり慢性化したりする悪影響がある。

## 急性気管支炎
急性気管支炎とは、咳を主な症状とする3週間までの気管支炎症を指す。原因の90%はウイルス感染症である。

### 原因
- 感染性（ウイルス、細菌）… インフルエンザ、アデノウイルス、百日咳菌、肺炎レンサ球菌、A群溶連菌、RSウイルス等
- その他…NO2、SO2、塩素ガス、その他気体刺激物等

### 症状
先駆症状として風邪症状があらわれ、次第に咳や痰等の急性上気道カタル症状を呈する。発熱（軽度）、全身倦怠感、頭が重い等の症状を併発することも多い。また、激しい咳が出る場合は腹部の筋肉痛を訴えることもある。

### 検査
- 白血球増加
- CRP陽性

ただし、胸部X線に異常所見は見られない。

### 治療
- 去痰剤による痰の除去
- 鎮咳剤による咳の沈静化

急性気管支炎に対する抗生物質の使用は一般的には勧められず、これが効果がないことのエビデンスは、各種試験にて40年間積み重ねられてきた。 米国CDCは処方量を減らそうと15年間キャンペーンを実施しており、 米国品質保証委員会(NCQA)によるHealthcare Effectiveness Data and Information Set(HEDIS)においては2005年から「処方をゼロにすべき」と勧告している。
しかしながら米国では1996-2010年の間において、60-80%の水準にて抗生物質が処方されている。

## 慢性気管支炎
痰・咳が2年以上連続し、毎年3ヶ月以上継続するものを指す。慢性閉塞性肺疾患（COPD）に含まれる。ただし肺結核、肺化膿症、気管支喘息、気管支拡張症等の肺・心疾患を伴うものは除外する。また男性に多く、冬期に増加する傾向がある。進行そのものは緩慢で適切な治療を行えば問題はないが、放置すると肺性心へ進行することも多いので注意が必要である。

### 原因
- 内的要因…性（男性）、加齢、外分泌機能の低下、アレルギー素因、ビタミン不足、呼吸器系素因等
- 外的要因…大気汚染、喫煙、受動喫煙、有毒ガス、感染等

### 症状
- 慢性の痰（粘液性）
- 呼吸困難（呼気性）や運動時の息切れ
- チアノーゼ症状（口唇・爪等）
- ばち指
- 頚動脈怒張

### 検査
- 胸部X線検査…肺紋理の増強、軌道線状影の出現。
- 喀痰検査による原因菌の発見。
- 呼吸機能検査にて、閉塞性肺疾患所見を見る。
- 胸部聴診にてラ音確認。

### 治療
- 原因の除去として、転地・転職（大気汚染、職場汚染の回避）や禁煙を行う。
- ネブライザー吸入療法や体位ドレナージによる気道の浄化を行う。ネブライザーの吸入薬剤としては喀痰溶解剤、気管支拡張剤、抗生物質、副腎皮質ステロイド剤等を用いる。
- 起因菌に有効な薬剤（抗生物質等）の投与。

全般的な呼吸不全の対策として、酸素吸入や人工呼吸、強心利尿剤等の投与を必要とする。